# Bruno Correa
Bruno Correa (Americana, São Paulo; 22 de marzo de 1986) es un futbolista brasileño que se desempeña como delantero.
Jugó para clubes como el Santos de Guápiles, FC Banants Ereván, Sepahan FC, Al-Nasr, Botafogo, Shonan Bellmare y Air Force United.

## Trayectoria

### Clubes
| Club               | País                   | Año         |
| ------------------ | ---------------------- | ----------- |
| Santos de Guápiles | Costa Rica             | 2009 - 2010 |
| Incheon United     | Corea del Sur          | 2010        |
| FC Banants Ereván  | Armenia                | 2011 - 2012 |
| Sepahan FC         | Irán                   | 2012        |
| Al-Nasr            | Emiratos Árabes Unidos | 2012 - 2013 |
| Dubai CSC          | Emiratos Árabes Unidos | 2013 - 2014 |
| Guaratinguetá      | Brasil                 | 2014        |
| Botafogo           | Brasil                 | 2014        |
| Shonan Bellmare    | Japón                  | 2015        |
| Bragantino         | Brasil                 | 2015        |
| Campinense         | Brasil                 | 2016        |
| Rio Branco         | Brasil                 | 2017        |
| Air Force United   | Tailandia              | 2017        |
| Eastern            | Hong Kong              | 2018        |